# Glabbeek-Zuurbemde
Glabbeek-Zuurbemde är en ort i Belgien.   Den ligger i provinsen Flamländska Brabant och regionen Flandern, i den centrala delen av landet, 40 km öster om huvudstaden Bryssel. Glabbeek-Zuurbemde ligger 50 meter över havet och antalet invånare är 5 070.
Terrängen runt Glabbeek-Zuurbemde är platt, och sluttar österut. Runt Glabbeek-Zuurbemde är det ganska tätbefolkat, med 239 invånare per kvadratkilometer.. Närmaste större samhälle är Tienen, 7,3 km söder om Glabbeek-Zuurbemde. 
Trakten runt Glabbeek-Zuurbemde består till största delen av jordbruksmark.